# Robert Veselovsky
Robert Veselovsky (Nitra, Eslovaquia, 2 de septiembre de 1985) es un futbolista eslovaco. Juega de arquero y su equipo actual es el Nea Salamis Famagusta de la Primera División de Chipre.

## Clubes
| Club                  | País            | Año           | PJ | Goles |
| --------------------- | --------------- | ------------- | -- | ----- |
| Viborg FF             | Dinamarca       | 2010 - 2011   | 0  | 0     |
| AC Horsens            | Dinamarca       | 2011 - 2013   | 5  | 0     |
| Universitatea Cluj    | Rumania         | 2013 - 2015   | 49 | 0     |
| FK Mladá Boleslav     | República Checa | 2015-2016     | 1  | 0     |
| Nea Salamis Famagusta | Chipre          | 2016-presente | 31 | 0     |